# Settimo Vittone
Settimo Vittone és un municipi italià de la ciutat metropolitana de Torí, a la regió del Piemont. El juliol del 2021 tenia 1.498 habitants. Limita amb els municipis de Lillianes, Graglia, Carema, Donato, Quincinetto, Andrate, Tavagnasco, Nomaglio, Borgofranco d'Ivrea i Quassolo.

## Administració
| Període   | Identitat      | Partit               |
| --------- | -------------- | -------------------- |
| 1985-2004 | Egidio Peretto | Democràcia Cristiana |
| 2004-2009 | Mauro Peretto  | Llista cívica        |
| 2009-     | Sabrina Noro   | Llista cívica        |

## Persones il·lustres
- Pietro Yon, (1886-1843), organista i compositor italià